# Camilo Pacetti
Camillo Pacetti,  (Roma, 2 de maio de 1758 – Milão, 16 de julho de 1826) foi um escultor italiano.

## Biografia
Irmão de Vincenzo Pacetti  e membro da Academia de São Lucas. depois de trabalhar em diversas igrejas de Roma, por indicação de Antonio Canova, em 1804 recebe uma proposta para ajudar Giuseppe Franchi na cátedra de escultura da Academia de Belas Artes de Brera, em Milão.

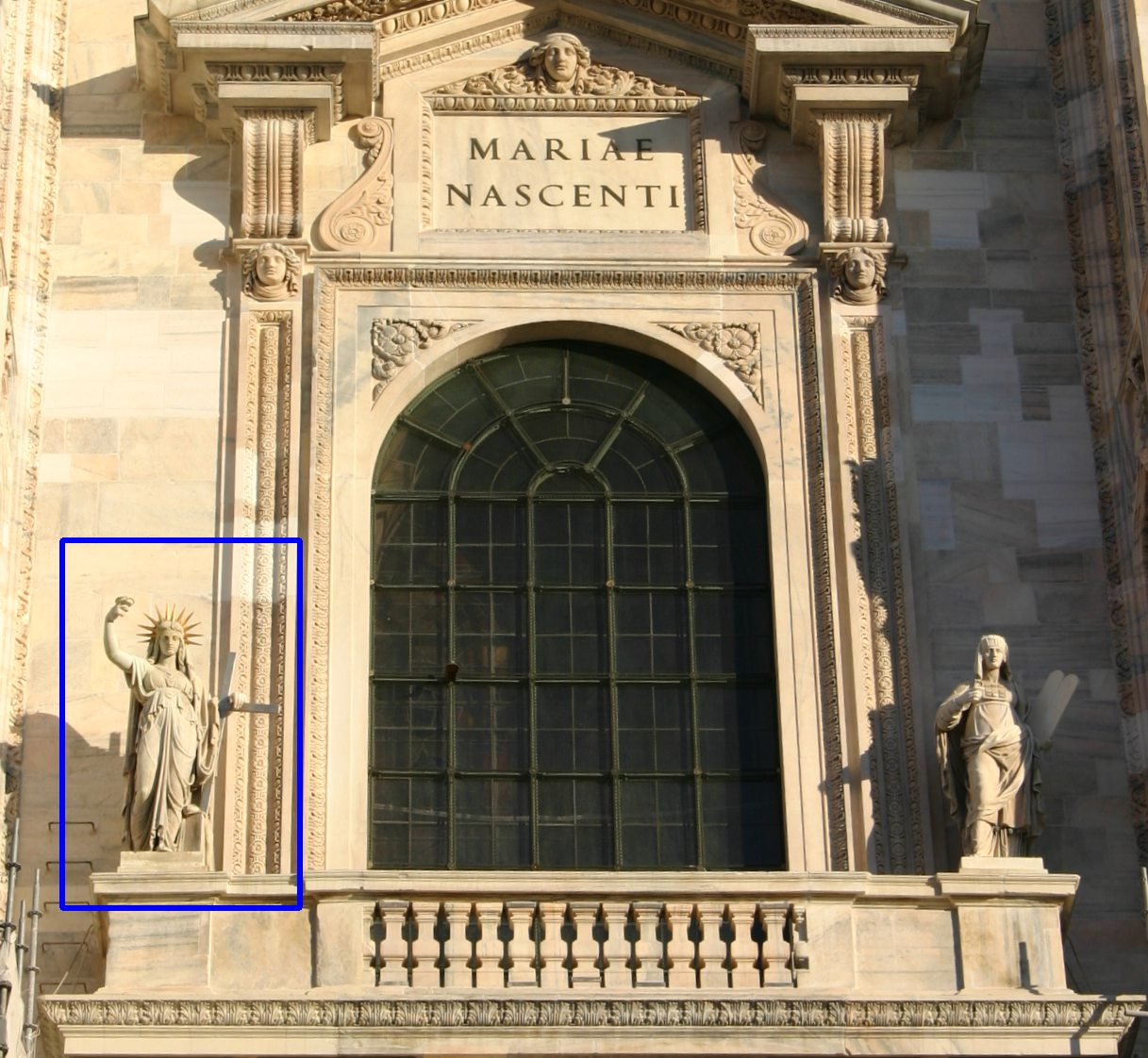
La Legge Nuova, sobre a fachada do Duomo

Além do trabalho didático, aceita encomendas. Para a fachada do Duomo, elabora a estátua "Della Legge Nuova" (A Nova Lei) (1810). A grande semelhança com a Estátua da Liberdade (1875), realizada  por  Frédéric-Auguste Bartholdi, faz estudiosos pensarem que foi a inspiração para a famosa estátua de Nova Iorque.
Trabalhou ainda para diversas igrejas milanesas e esculpiu alguns relevos para o Arco da Paz, de Milão.
A produção diversificada de Pacetti vai de retratos a motivos mitológicos e alegóricos.
Entre seus alunos e discipulos encontramos Abbondio Sangiorgio, Luigi Scorzini, Gaetano Manfredini, Stefano Girola e o predileto Benedetto Cacciatori.